# Robin Theryoung
Robin Theryoung (* 11. November 1978 in Michigan) ist eine US-amerikanische Goalballspielerin.
Nachdem Theryoung durch Freunde von Goalball erfahren hatte, entschloss sie sich in dieser Sportart aktiv zu werden. Darum besuchte sie 1994 das von der Michigan Blind Athletic Association gesponserte Sports Education Camp. Sie war sofort von Goalball begeistert, da es ihr in dieser Sportart trotz ihrer Behinderung möglich war, ein sportlich hohes Niveau zu erreichen. 1998 nahm sie an ihrer ersten Goalballweltmeisterschaft teil.
2002 schloss Theryoung ihr Studium am Albion College ab. An der Western Michigan University hatte sie auch studiert und dort zwei Master-Abschlüsse bekommen.
Momentan arbeitet Theryoung an der Colorado School for the Deaf and Blind.

## Erfolge
Sommer-Paralympics
- 2004 Athen: Silber
- 2008 Peking: Gold

Weltmeisterschaften
- 1998 World Goalball Championships, Madrid: Bronze
- 2002 World Goalball Championships, Rio de Janeiro: Gold
- 2006 World Goalball Championships, Spartanburg, S.C.: Bronze

Malmö Lady Intercup
- 2001 Malmö Lady Intercup, Schweden: Bronze
- 2003 Malmö Lady Intercup, Schweden: Gold
- 2004 Malmö Lady Intercup, Schweden: Gold
- 2006 Malmö Lady Intercup, Schweden: Bronze
- 2008 Malmö Lady Intercup, Schweden: Gold

Andere Internationale Wettbewerbe
- 2001 Para PanAmerican Games, Spartanburg, S.C.: Gold
- 2005 Para PanAmerican Games, Sao Paulo, Brasilien: Gold
- 2007 Lakeshore International Goalball Classic, Birmingham, Ala.: Silber
- 2008 Lakeshore International Goalball Classic, Birmingham, Ala.: Bronze